# 1996 HP23
1996 HP23 är en asteroid i huvudbältet som upptäcktes den 20 april 1996 av den belgiske astronomen Eric W. Elst vid La Silla-observatoriet.
Asteroiden har en diameter på ungefär 3 kilometer.